# 符騰堡的阿瑪莉埃
符騰堡的阿瑪莉埃（德語：Amalie von Württemberg，1799年6月28日—1848年11月28日），薩克森-阿爾滕堡公爵夫人，符騰堡路德維希公爵的女兒。

## 家庭
1817年，阿瑪莉埃與薩克森-阿爾滕堡的約瑟夫結婚，兩人共有六個女兒：
- 瑪麗（1818年—1907年）
- 保琳（1819年—1825年），夭折
- 亨麗埃特（1823年—1915年）
- 伊莉莎白（1826年—1896年）
- 亞歷山德拉（1830年—1911年）
- 路易絲（1832年—1833年），夭折